# Jouaignes
Jouaignes település Franciaországban, Aisne megyében. Lakosainak száma 139 fő (2022. január 1.). Jouaignes Arcy-Sainte-Restitue, Cerseuil, Cuiry-Housse, Lesges, Lhuys, Limé, Quincy-sous-le-Mont és Tannières községekkel határos.

## Népesség
A település népességének változása:
| Lakosok száma | 173  | 143  | 133  | 164  | 148  | 146  | 144  | 141  | 139  | 139  |
|               | 1968 | 1982 | 1990 | 2006 | 2013 | 2015 | 2017 | 2019 | 2020 | 2022 |